# Darius Dante
Darius Dante, pseudoniem van Darre van Dijk (25 september 1970), is een Nederlandse muzikant.
Darius Dante is creatief directeur bij TBWA\Neboko. Daarnaast is hij bekend als componist, zanger en producer. Hij is sinds de jaren 80 bezig met muziek, aanvankelijk met de hiphopgroep "Just Two". In 1997 had hij een hit met het nummer "Jij kan de hele wereld aan" dat tevens onder een commercial zat van Sense. Hij schreef ook veel muziek voor anderen, zoals voor Johnny Logan. Koen Wauters, Franklin Brown, Danny de Munk en Martine Bond. Hij deed in 2005 mee aan het Nationaal songfestival en werd zesde in de finale die werd gewonnen door Glennis Grace. In 2007 schreef hij 'A State of Happiness' voor Johnny Logan dat in de mega top 100 de 22e plaats haalde. In 2009 schreef hij voor Martine Bond het nummer 'Heartbeat'. Het nummer veroverde vele harten en was tevens te horen onder de omstreden commercial die hij maakte voor Allsecur waarbij mensen van daken afsprongen in een berg met kussens. 
Ondertussen werkte hij aan een eigen album. Hij bewerkte een nummer 'Also Sprach Zarathustra' van Eumir Deodato en stuurde zijn bewerking via MySpace naar hem toe, waarna ze het nummer samen uitbrachten. De nieuwe versie heet 'Keep ya hands up' en staat ook op het gelijknamige album van Darius Dante. De eerste single 'What a day' zal menigeen bekend in de oren klinken aangezien deze ook onder een commercial zat van Allsecur.

## Discografie

### Albums
- Keep Ya Hands Up (november 2010 via PIAS)

### Singles
- What a Day
- Keep Ya Hands Up